# Nervo peitoral lateral
O nervo peitoral lateral (nervo torácico lateral anterior) é um ramo do fascículo lateral do plexo braquial, que por sua vez surge dos segmentos medulares C5 a C7.
Se dirige em direção anterior, junto com a artéria toracoacromial, cruzando a artéria e veias axilares. Logo em seguida perfura a fáscia clavipeitoral, que ocupa o espaço entre os músculos peitoral menor e subclávio, e se distribui no músculo peitoral maior, inervando-o.

## Função
O nervo envia um filamento ao nervo peitoral medial anterior e forma com ele uma volta na frente da primeira parte da arteira axilar.
Apesar deste nervo ser descrito majoritariamente como motor, também se considera que ele carrega fibras proprioceptivas e nociceptivas. Ele surge ou do fascículo lateral ou diretamente da divisão anterior das partes superior e medial do plexo braquial; diferente do nervo peitoral medial, que vem do fascículo medial (ou diretamente da divisão anterior da parte mais baixa). Ele se divide em 4 a 7 ramos que perfuram a fáscia clavipeitoral para inervar o músculo peitoral maior inteiro ou sua parte superior. Os nervos peitorais medial e lateral formam uma conexão, ou uma volta, ao redor da artéria axilar, chamada ansa peitoral. O nervo peitoral lateral é descrito como duplo, enquanto o nervo peitoral medial é descrito como simples.

## Relevância clínica
O nervo peitoral lateral é importante na resposta após mamoplastia de aumento, mastectomia, e especialmente em cirurgias de implante mamário, quando o implante é inserido pela rota subpeitoral. Os nervos peitorais podem ser anestesiados (bloqueados) de forma intra-operatória pelo cirurgião, sob visão direta, através de três injeções: uma para bloquear o nervo peitoral medial, a segunda para bloquear os ramos perfurantes do nervo peitoral medial, e a terceira para bloquear o nervo peitoral lateral. Um bloqueio do nervo peitoral também pode ser realizado por ultrassom guiado como forma de prevenção, antes da operação do anestesiologista, experiente em anestesia local. É seguro e conta com a ultra-sonografia para localizar os músculos peitorais maior e menor, onde se presume que passam os nervos peitorais e se tem a melhor localização para uma anestesia local.
O bloqueio do nervo peitoral lateral é útil em casos como deslocação de ombro e outros procedimentos ortopédicos envolvendo os ombros. Espasmos do músculo peitoral maior e a severa dor resultante (aguda ou crônica) pode ser reduzida através do bloqueio do nervo peitoral ou da relaxação neuromuscular. Diminuir o tônus do músculo peitoral de forma intra-operatória através de relaxamento neuromuscular (agentes paralisadores) ou através do bloqueio de nervo (injeção anestésica local), pode facilitar um melhor resultado cosmético durante a mamoplastia de aumento ou o implante pós-mastectomia. "O ponto de projeção da pele do feixe neurovascular representa o ponto de denervação". O feixe neurovascular (artéria e veia toracoacromial, mais o nervo peitoral lateral) pode ser o guia nas aplicações de  anestesia local a fim de alcançar denervação. "Infiltração de toxina botulínica rotineira na parede muscular do peito na hora da mastectomia e reconstrução imediata (...) paralisaria os músculos e reduziria a dor pós-operatória causada por espasmos musculares".

## Imagens adicionais

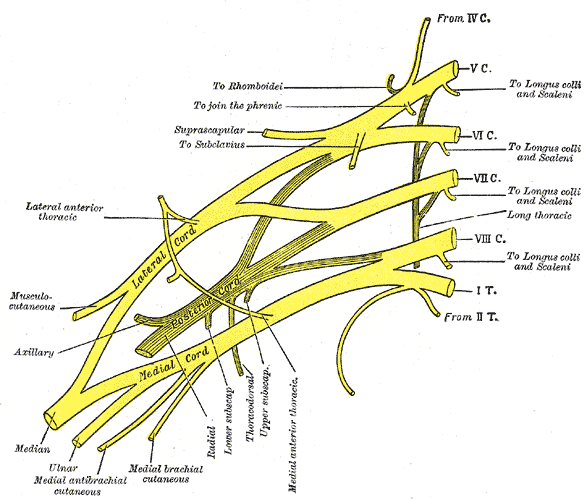
Plano do plexo braquial
Plexo braquial
Esquema do plexo braquial com o percurso dos nervos espinhais à mostra.